# イヌトウキ
イヌトウキ（犬当帰、学名: Angelica shikokiana）は、セリ科シシウド属の多年草。

## 特徴
根は太い。茎は直立し、下部から多く分枝して、高さは40-80cmになる。茎に毛はほとんどなく、茎の中は白い髄がある。茎につく葉は互生し、1-3回3出羽状複葉で、小葉は長卵形になり、長さ4-8cm、幅1.5-3cm、先は尾状に伸び、縁に低い鋸歯がある。葉の質はやや厚く、無毛で、表面に光沢はなく、裏面はやや白みをおびる。根出葉や下部の葉柄は長さ20-40cmになり、葉柄の基部はややふくらんで楕円状の鞘になる。
花期は8-9月。茎先と枝先につく複散形花序は径6-15cmになり、小型の白色の花を多数つける。萼歯片は無い。花の径は3-4mm、花弁は5個で、先端が尾状になって内側に曲がる。複散形花序の花柄は15-30個あり、長さ3-7cm、小花柄は20-30個あり、長さ6-10mmあり、花柄、小花柄ともに細かい毛が密に生える。複散形花序の下に総苞片は無く、小花序の下の小総苞片は無いか小数あり、線形で長さ5-10mmになる。雄蕊は5個あり、葯は紫褐色になる。子房は2室ある。果実は扁平な長卵形で、2個の分果からなり、長さ6-7mm、幅2.5-4mm、基部は心形にへこむ。分果の背隆条は脈状で3脈あり、側隆条は翼状になる。油管は分果の表面側の各背溝下に各1個、分果が接しあう合生面に2個ある。染色体数は2n=22。

## 分布と生育環境
日本固有種。本州の紀伊半島、四国、九州に分布し、山地の斜面や岩崖地、河原、渓流の岩石地に生育する。

## 名前の由来
和名イヌトウキは、「犬当帰」の意で、薬草として利用されるトウキ Angelica acutiloba に似るが、比べて役に立たないことからいう。和名 Inutōki 「イヌタウキ」 は、牧野富太郎 (1892) による命名である。ただし、牧野が和名とともに発表した学名 Ligusticum shikokianum は、記載文を伴わないことから裸名であった。
種小名（種形容語）shikokiana は、「四国産の」の意味。

## 種の保全状況評価
絶滅危惧II類 (VU)（環境省レッドリスト）
都道府県のレッドデータ、レッドリストの選定状況は、奈良県が希少種、山口県が絶滅危惧IA類(CR)、徳島県が絶滅危惧II類(VU)、愛媛県が絶滅危惧II類(VU)、高知県が準絶滅危惧(NT)、熊本県が絶滅危惧II類(VU)、大分県が絶滅の恐れのある地域個体群(LP)、鹿児島県が絶滅危惧I類となっている。

## 下位分類
イヌトウキの下位分類に、変種のクマノダケ Angelica shikokiana Makino ex Y.Yabe var. mayebarana (Koidz.) H.Haraがある。同種は、葉は3-4回3出羽状複葉で、最終裂片もさらに3裂する傾向にあり、小葉または裂片は細長い。花柄の内側にわずかに微突起毛が生え、小花柄はほとんど無毛である。熊本県に分布し、日当たりの良い山地の石灰岩地に生育する。同種は、環境省のレッドデータブックでは、絶滅危惧IB類(EN)となっている。都道府県別の評価では、熊本県が絶滅危惧II類(VU)に、宮崎県が情報不足(DD-1,2)となっている。
一方、同種は、北川正夫 (1982)による『日本の野生植物 草本Ⅱ 離弁花類』および鈴木浩司 (2017)による『改訂新版 日本の野生植物 5』では、独立種 Angelica mayebarana の扱いとなっている。

## 「日本山人参」との混同
薬効のあるセリ科植物「日本山人参」は、シシウド属ヒュウガトウキ Angelica tenuisecta (Makino) Makino var. furcijuga (Kitag.) H.Ohba（シノニム Angelica furcijuga Kitag.）である。2002年に、平成14年11月15日付け医薬発第1115003号厚生労働省医薬局長通知「医薬品の範囲に関する基準の一部改正について」において、植物由来物等の表に「ヒュウガトウキ、日本山人参、根」が加えられた。しかし、「日本山人参」については、イヌトウキを原植物とする混同、混乱があったことがある。

## ギャラリー

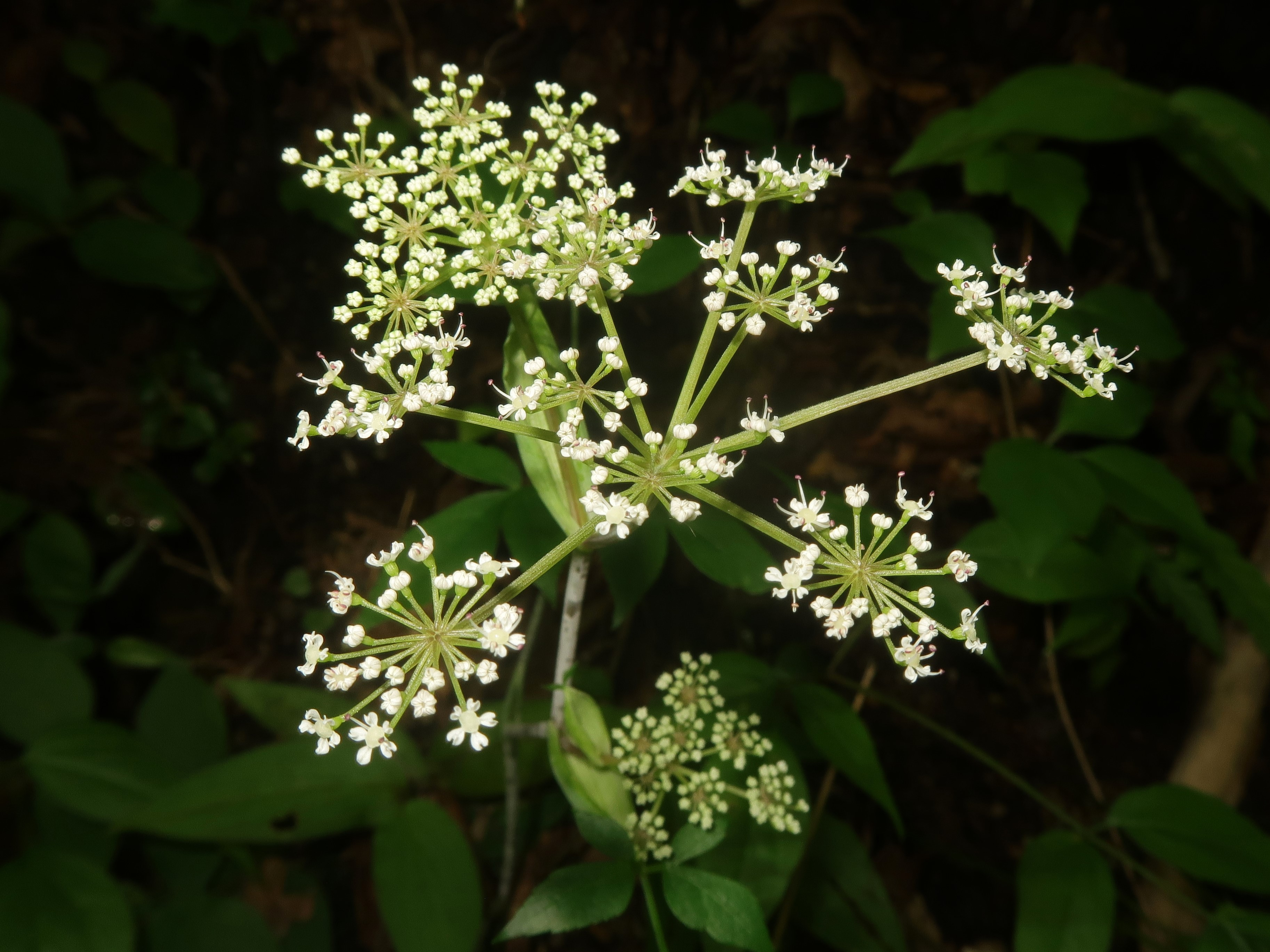
複散形花序に小型の白色の花を多数つける。花弁は5個で、先端が尾状になって内側に曲がる。葯は紫褐色になる。
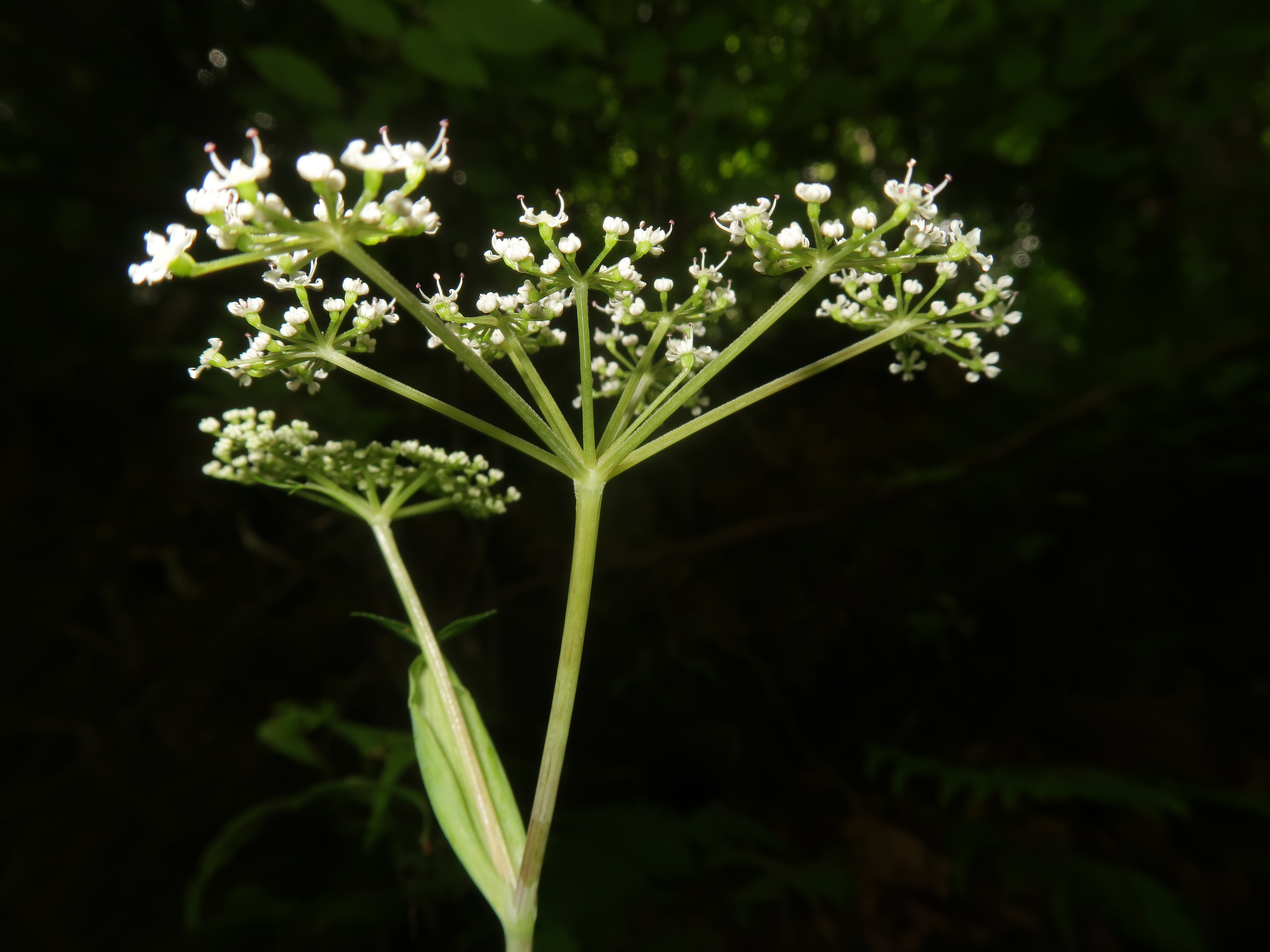
複散形花序の下に総苞片は無く、小花序の下の小総苞片は無いか小数ある。花柄、小花柄ともに細かい毛が密に生える。
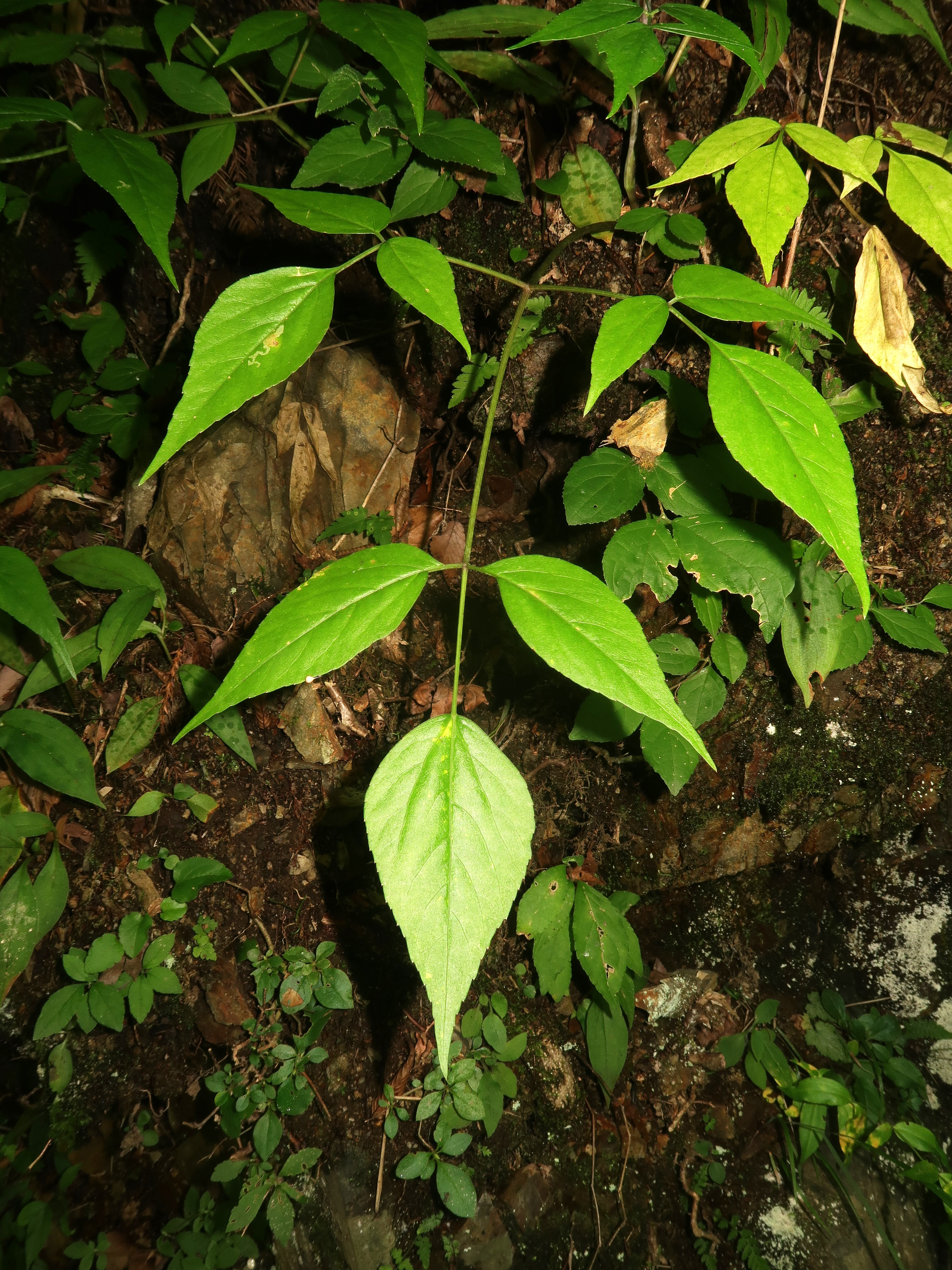
葉身は1-3回3出羽状複葉、小葉は長卵形で、先は尾状に伸びることが多く、縁に低い鋸歯がある。
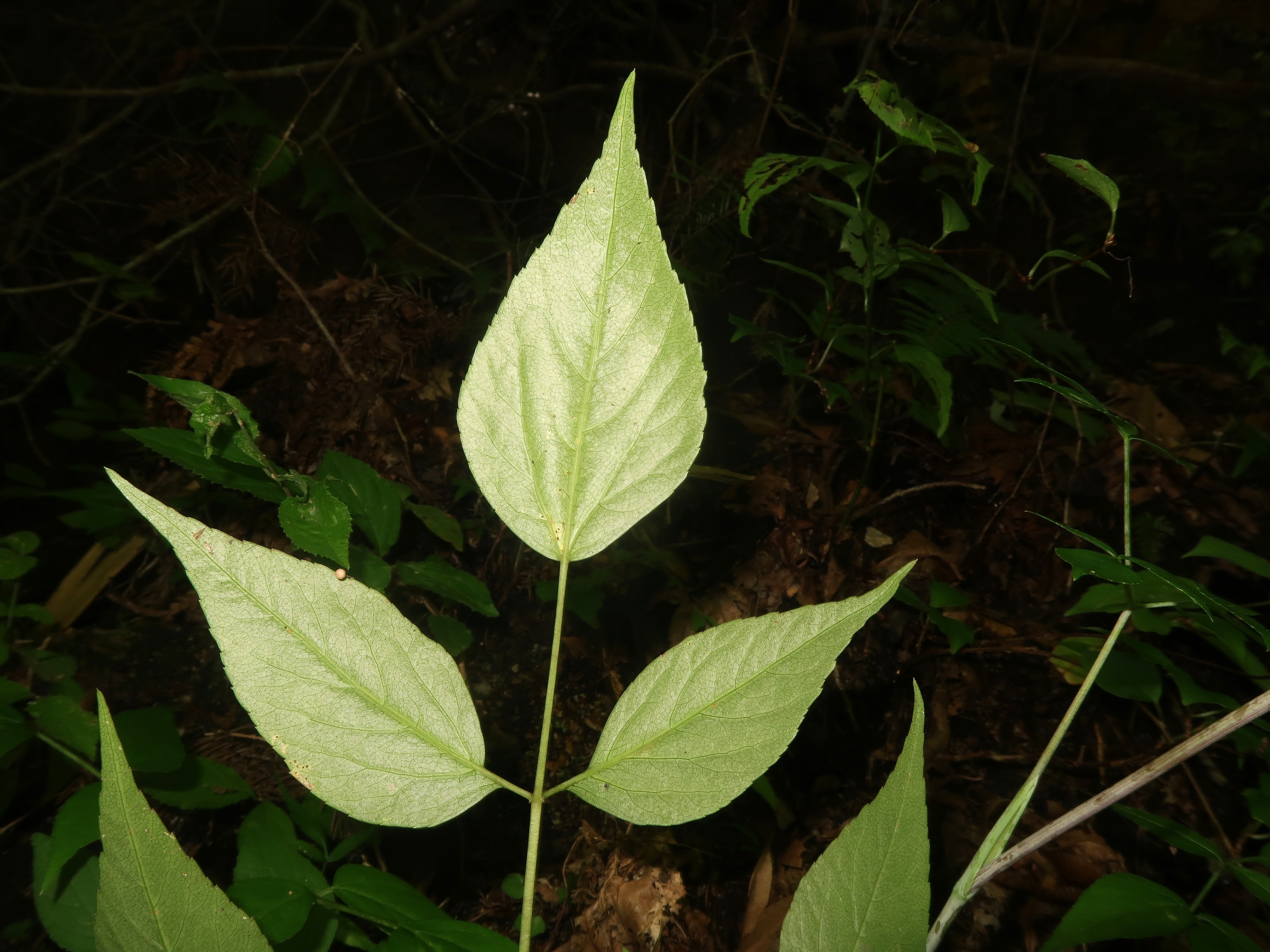
小葉の裏面、やや白みをおびる。